# Terry Crews
Terrence Alan „Terry“ Crews (* 30. Juli 1968 in Flint, Michigan) ist ein US-amerikanischer Schauspieler und ehemaliger American-Football-Spieler. Er spielte in der National Football League (NFL) als Linebacker und Defensive End.

## Leben und Leistungen
Crews studierte an der Western Michigan University, wo er auch American Football spielte. Im Jahr 1991 wurde er durch die Los Angeles Rams in der elften Runde an 284. Stelle gedraftet. Nach zwei Stationen bei den Los Angeles Rams und den San Diego Chargers spielte er 1995 für Rhein Fire in Düsseldorf. Im selben Jahr war er der Spieler mit den meisten Sacks in seinem Team. Die Washington Redskins wurden daraufhin auf ihn aufmerksam und verpflichteten ihn. Nach einem Jahr war er noch kurzzeitig im Practice Squad der Philadelphia Eagles. Nach der Saison 1996 beendete er seine Laufbahn.
Crews wurde als Schauspieler durch seine Rolle in dem Film The 6th Day, in welchem Arnold Schwarzenegger die Hauptrolle spielte, bekannt. In der Komödie Norbit spielte er an der Seite von Eddie Murphy und Thandie Newton.
Für seine Rolle in der Fernsehserie Alle hassen Chris wurde Crews im Jahr 2006 für den Teen Choice Award nominiert. In den Jahren 2006 und 2007 wurde er für den Image Award nominiert.
Ebenfalls 2006 erschien der dystopische Film Idiocracy. Darin spielte Terry Crews den Präsidenten der Vereinigten Staaten des Jahres 2505 Dwayne Elizondo Mountain Dew Herbert Camacho. 17 Jahre später reaktivierte Crews diese Rolle für einen Auftritt in einem von Ryan Reynolds produzierten Video, das vor den Gefahren von Darmkrebs warnen soll. Bei der tatsächlich an ihm durchgeführten Darmspiegelung fand der Arzt verdächtige, potenziell krebsauslösende Polypen und entfernte diese.
Außerdem spielte er 2004 in dem Musikvideo zu Down der Band blink-182 mit. Er spielt weiters in „Pressure“ and „Algorithm“ Musikvideo der Brit-Rock-Band Muse im Jahr 2018 mit.
2010 stand er zusammen mit Sylvester Stallone, Bruce Willis, Mickey Rourke, Arnold Schwarzenegger, Dolph Lundgren, Jason Statham und Jet Li für den Film The Expendables unter der Regie von Sylvester Stallone vor der Kamera, ebenso in den 2012 und 2014 erschienenen Fortsetzungen The Expendables 2 bzw. The Expendables 3. Darüber hinaus war Crews 2010 und erneut 2017 in einer Werbekampagne der Herrenpflegeserie Old Spice zu sehen.
Von 2013 bis 2021 spielte er in der US-Sitcom Brooklyn Nine-Nine die Rolle des Detective Sergeant, später Lieutenant Terence „Terry“ Jeffords.
Vor einem Ausschuss des US-Senats sprach Terry Crews Ende Juni 2018 im Zusammenhang mit einem Gesetzesvorhaben, um Opfer von sexuellem Missbrauch besser zu schützen, über eine sexuelle Attacke, die er selbst im Jahr 2016 erlebt hatte.
Seit 2019 moderiert Crews im amerikanischen Fernsehen die Shows America’s Got Talent sowie America’s Got Talent: The Champions.
Im Juli 2021 wurde er mit einem Stern auf dem Hollywood Walk of Fame geehrt.

## Filmografie (Auswahl)
- 2000: The 6th Day
- 2001: Training Day
- 2002: Mann umständehalber abzugeben oder Scheidung ist süß (Serving Sara)
- 2002: Friday After Next
- 2002: The District – Einsatz in Washington (The District, Fernsehserie, Folge 3x09 Schlag auf Schlag)
- 2003: Zur Hölle mit Eva (Deliver Us from Eva)
- 2003: Malibu’s Most Wanted
- 2004: Starsky & Hutch
- 2004: CSI: Miami (Fernsehserie, Folge 2x22)
- 2004: White Chicks
- 2004: Soul Plane
- 2005: Spiel ohne Regeln (The Longest Yard)
- 2005: What’s Up, Dad? (Fernsehserie, Folge 5x19)
- 2005: Die Bankdrücker (The Benchwarmers)
- 2005: Harsh Times – Leben am Limit (Harsh Times)
- 2005–2009: Alle hassen Chris (Everybody hates Chris, Fernsehserie, 88 Folgen)
- 2006: Alibi – Ihr kleines schmutziges Geheimnis ist bei uns sicher (The Alibi)
- 2006: Idiocracy
- 2006: Klick (Click)
- 2006: Living High (Puff Puff Pass)
- 2007: Norbit
- 2007: Balls of Fury
- 2007: Who’s Your Caddy?
- 2007: How to Rob a Bank
- 2008: Street Kings
- 2008: Get Smart
- 2008: Get Smart: Bruce und Lloyd völlig durchgeknallt (Get Smart’s Bruce and Lloyd Out of Control)
- 2009: Terminator: Die Erlösung (Terminator Salvation)
- 2009: Gamer
- 2009: Middle Men
- 2009–2010: The Wendy Williams Show (Fernsehserie, 2 Folgen)
- 2009–2010: Up Close with Carrie Keagan (Fernsehserie, 2 Folgen)
- 2010: The Expendables
- 2010: Lottery Ticket
- 2010–2013: Are We There Yet? (Fernsehserie, 100 Folgen)
- 2011: Brautalarm (Bridesmaids)
- 2012: The Expendables 2
- 2012: The Newsroom (Fernsehserie, 5 Folgen)
- 2013: Scary Movie 5
- 2013: Arrested Development (Fernsehserie, 5 Folgen)
- 2013–2014: Drunk History (Fernsehserie, 2 Folgen)
- 2013–2021: Brooklyn Nine-Nine (Fernsehserie, 151 Folgen)
- 2014: The Single Moms Club
- 2014: Draft Day
- 2014: Urlaubsreif (Blended)
- 2014: The Expendables 3
- 2015: The Ridiculous 6
- 2017: Sandy Wexler
- 2017: Where’s the Money
- 2018–2025: Craig of the Creek (Fernsehserie, Stimme)
- 2018: Sorry to Bother You
- 2018: Deadpool 2
- 2020: John Henry
- 2020: Familie Willoughby (The Willoughbys, Stimme)
- 2021: Rumble – Winnie rockt die Monster-Liga (Rumble, Stimme)
- 2022: Space Force (Fernsehserie, Folge 2x06)
- 2022: Tales of the Walking Dead (Fernsehserie, Folge 1x01)
- 2024: The Killer’s Game

## Videospiele
- 2013: Saints Row IV
- 2019: Crackdown 3